# José Francisco Gómez y Argüelles
José Francisco Gómez y Argüelles (n.   Juticalpa  - falleció en 25 de julio de 1854, Granada, Nicaragua), militar y político. Senador encargado del Poder Ejecutivo entre 1 de febrero a 1 de marzo de 1852. Presidente provisional desde el 9 de mayo al 31 de diciembre de 1853.

## Biografía
José Francisco Gómez y Argüelles, nació en Juticalpa, Olancho. Sus padres fueron Francisco Gómez Midence y Nora Argüelles. Casado con Nieves Cabañas Fiallos hermana del General José Trinidad Cabañas.

## Presidencia provisional
En fecha 1 de febrero de 1852 el Licenciado Juan Lindo concluye su periodo presidencial es por ello que mientras se realizan elecciones en Honduras, en tal sentido, se deposita la presidencia interinamente en el general José Francisco Gómez y con un término de un mes, mientras la Asamblea Nacional Legislativa reunía a sus senadores. Pasada las elecciones la asamblea acordó enviar a un representativo de políticos compuesto por los señores senadores: Francisco López, Vicente Vaquero y León Alvarado, con el objeto de viajar a El Salvador y entregar el Decreto al presidente electo, el general José Trinidad Cabañas, quien ocuparía la presidencia el 1 de marzo de 1852. 

## Presidencia por depósito
Posteriormente en 1853 el presidente de Guatemala, General Rafael Carrera se hace de la idea de derrocar al presidente hondureño Cabañas, en consecuencia se declara la guerra y el occidente de Honduras es invadida por el ejército guatemalteco, el presidente Trinidad Cabañas se enfrentaría a tales ofensivas militares personalmente, por lo que deposita la administración en su Vicepresidente José Santiago Bueso Soto, pero este no acepta la designación, a consecuencia de eso se elige como Presidente Interino al General José Francisco Gómez quien la asumió un 9 de mayo, hasta la vuelta a entregar el 31 de diciembre de 1853 al general Trinidad Cabañas.
El gobierno provisional de Francisco Gómez estuvo azotado por la escasez de recursos económicos, los fondos de la Hacienda Pública eran destinados a la milicia que defendía el país de las invasiones; también se realizaron empréstitos que fueron desviados a patrocinar el mismo destino. Se decretó el cese de relaciones entre los dos países Guatemala-Honduras debido a la guerra.

## Campaña militar
Más tarde, en 1854 el presidente Cabañas le otorga una misión bélica al general Gómez, quien se trasladaría a Nicaragua y al mando de un contingente militar para apoyar a los partidarios de la desaparecida Federación Centroamericana, allá el 16 de julio tomó Jalveta, cerca de Granada y cuando se disponía a avanzar más adentro de Nicaragua, enfermo del Cólera Morbus y falleció un 25 de julio de 1854, en plena campaña en apoyo del General Máximo Jerez.